# Confederacions sindicals internacionals
Encara que la majoria dels sindicats continuen estant organitzats a escala nacional, des dels primers temps del moviment sindical han existit enfocaments internacionals de coordinació, que estan adquirint cada cop més importància actualment.

## Confederació Sindical Internacional
La Confederació Sindical Internacional (CSI; anglès: International Trade Union Confederation, ITUC; francès: Confédération syndicale internationale, CSI; alemany: Internationaler Gewerkschaftsbund, IGB) és una organització paraigua de sindicats a nivell internacional amb seu a Brussel·les.
Per respondre millor als reptes de la globalització econòmica, les dues organitzacions sindicals internacionals democràtiques, la Confederació Internacional de Sindicats Lliures (CIOSL) i la Confederació Mundial de Treballadors (CMT), així com vuit sindicats no afiliats anteriorment a cap organització paraigua internacional, es van fusionar a Viena el 2006 per formar la Confederació Sindical Internacional (CSI).
La nova CSI inclou 306 sindicats de 154 països amb uns 168 milions d'afiliats. Entre ells hi ha a Espanya: CCOO, UGT, USO i el sindicat basc ELA, a França: CFDT, CFTC, FO i CGT, a Alemanya la Federació Sindical Alemanya, a Austria Federació Sindical Austríaca, etc.

## Federació Sindical Mundial
La Federació Sindical Mundial (FSM) es va fundar a París el 3 d'octubre del 1945 com a federació de tots els sindicats, independentment de la seva afiliació nacional, ideològica o de sistema. La crida fundacional feia referència a la Carta de les Nacions Unides. En el transcurs de la Guerra Freda, les federacions sindicals anticomunistes es van separar el 1949 i van formar la Confederació Internacional d'Organitzacions de Sindicats Lliures (CIOSL). Des de l'any 2005, la seu de la FSM és a Atenes. Està subdividit en 10 Gremis Internacionals.

## Altres associacions internacionals

### Treballadors Industrials del Món
Els afiliats dels Treballadors Industrials del Món (IWW segons les sigles en anglès per Industrial Workers of the World) solen anomenar-se Wobblies. És un sindicat mundial, però actualment té poca influència fora dels EUA, Canadà i Austràlia. A la Gran Bretanya, l'estructura regional més gran d'Europa, la IWW comptava el 2007 amb uns 250 afiliats. A la zona de parla alemanya (Alemanya, Àustria, Suïssa, Luxemburg) hi ha una secció independent de la IWW, fundada a Colònia el desembre de 2006 (IWW-GLAMROC).

### Associació Internacional de Treballadors
L'Associació Internacional dels Treballadors (AIT; (anglès: International Workers' Association, IWA; francès: Association internationale des travailleurs, AIT; alemany: Internationale ArbeiterInnen-Assoziation, IAA) és una federació sindical anarcosindicalista d'àmbit mundial. Es va fundar l'any 1922 i continua existint fins avui dia. En el seu apogeu, a l'època de la Guerra Civil, més de dos milions de persones a Espanya estaven organitzades a la Confederació Nacional del Treball (CNT), el braç espanyol de l'AIT. Era el sindicat espanyol més fort de l'època. A Alemanya, la Freie Arbeiter-Union (FAU) (Sindicat Lliure de Treballadors) era membre de l'AIT fins que va ser expulsada el 2016, juntament amb la CNT i l'USI (Unione Sindacale Italiana) d'Itàlia. El motiu van ser les crítiques a l'estat de l'AIT.

### Confederació Internacional del Treball
La Confederació Internacional del Treball (CIT) es va fundar a Parma (Itàlia) el maig de 2018, després que la CNT, la FAU i la USI fossin expulsades de l'AIT el 2016. A més d'aquestes tres organitzacions, entre els membres fundadors es troben ESE (Grècia), FORA (Argentina), IP (Polònia) i IWW (EUA i Canadà). A més, delegats d'altres cinc sindicats de base van assistir al Congrés com a observadors.

## Federacions sindicals continental

### Confederació Europea de Sindicats
La Confederació Europea de Sindicats (CES; anglès: European Trade Union Confederation, ETUC; francès: Confédération européenne des syndicats, CES; alemany: Europäischer Gewerkschaftsbund, EGB) és l'organització paraigua europea dels sindicats amb seu a Brussel·les. L'organització intersectorial va ser fundada l'any 1973 per 17 federacions sindicals de 15 països i representa uns 29 milions de sindicalitzats. És una organització successora de la Confederació Europea de Sindicats Lliures de la CEE i del Congrés Sindical dels països membres de l'EFTA. El 2019, 90 confederacions sindicals nacionals (que representaven uns 45 milions d'afiliats) de 38 països n'eren associacions membres. A més de les federacions sindicals dels 28 països de la UE, hi estan representades les organitzacions paraigües sindicals de Noruega, Suïssa, Turquia i altres set estats no comunitaris de la UE.

### Amèrica
Central Latinoamericana de Trabajadores
Una organització paraigua de sindicats a Amèrica Llatina és la Central Latinoamericana de Trabajadores (CLAT). El congrés fundacional es va celebrar l'any 1954 a Santiago de Xile. La Secretaria General és a Caracas (Veneçuela) des de 1966. Afiliada a CLAT hi ha la Comisión Latinoamericana por los Derechos y Libertades de los Trabajadores (CLADEHLT).
Congreso Permanente de Unidad Sindical de los Trabajadores de América Latina y el Caribe
El CPUSTAL va ser creat el 24 de gener de 1964 a Brasília. És una central sindical que aplega els treballadors del continent Americà i el Carib. Successora de la Confederación de Trabajadores de América Latina (CTAL). És la filial regional de la Federació Sindical Mundial (FSM).
Confederación Sindical de trabajadores y trabajadoras de las Américas
La Confederación Sindical de trabajadores y trabajadoras de las Américas (CSA-TUCA) és l'expressió de la Confederació Sindical Internacional (CSI) per al continent americà. Es va fundar el 27 de març de 2008, a la Ciutat de Panamà (Panamà), resultat de la unificació de la Confederación Interamericana de Trabajadores (CIT 1948-1951) i de la Central Latinoamericana de Trabajadores (CLAT). L'organització afilia a 48 organitzacions nacionals de 21 països i representa 55 milions de treballadors i treballadores.
Asociación Continental Americana de Trabajadores
L'Asociación Continental Americana de Trabajadores (ACAT) és una associació de sindicats de l'anarcosindicalisme, fundada el 1929 a Buenos Aires, Argentina, amb la intenció de ser la branca de l'Associació Internacional de Treballadors (AIT) a Amèrica Llatina. Va tenir primer la seva central a Buenos Aires, però a causa d'una dictadura en aquell país va haver de ser traslladada a l'Uruguai, primer, després a Xile.
Confederación Latinoamericana de Trabajadores Estatales
La CLATE és una organització sindical internacional que reuneix sindicats de treballadors del sector públic de 18 països d'Amèrica Llatina i el Carib. Va ser fundada el 1967 i està integrada per més de 87 organitzacions sindicals nacionals de la regió: Argentina, Brasil, Xile, Colòmbia, Costa Rica, Cuba, Curaçao, Equador, El Salvador, Guatemala, Haití, Mèxic, Paraguai, Perú, Puerto Rico, República Dominicana, Uruguai i Veneçuela.